# Sint-Theresia van Avilakerk

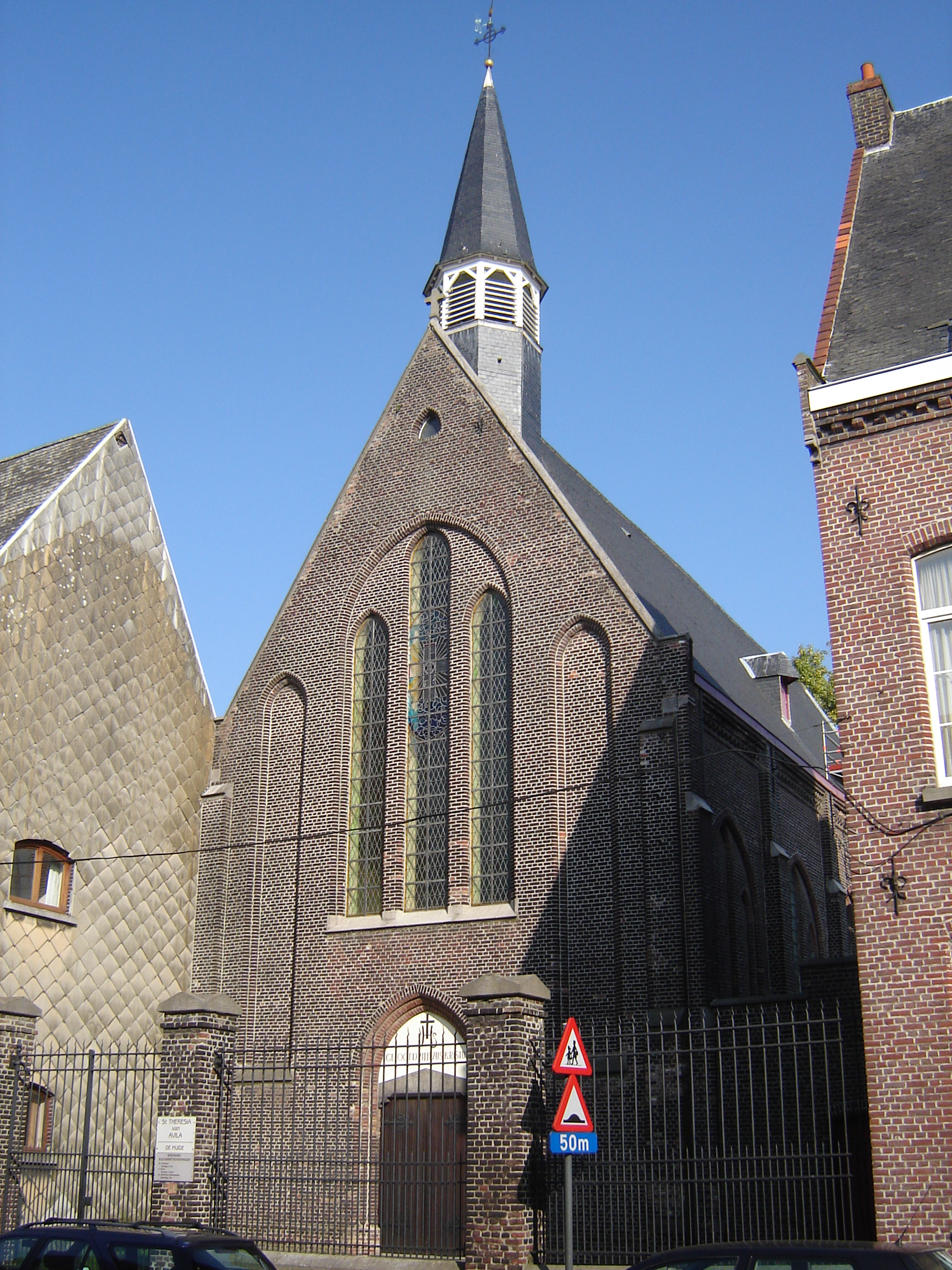
De Sint-Theresia van Avialakerk

De Sint-Theresia van Avilakerk is een kerkgebouw in de Gentse wijk Muide. De kerk is toegewijd aan Sint-Theresia van Avila.
De kerk uit 1882 werd gebouwd als openbare kloosterkapel van het vlakbij gelegen klooster van de zusters Kindsheid Jesu. Aanvankelijke een hulpkerk van de H. Kerstparochie werd ze in 1909 een parochiekerk. De sobere bakstenen kerk is opgetrokken in neogotische stijl, met een puntgevel aan de straatkant. Het kerkorgel werd in 1980 beschermd als monument. Het zadeldak is bekroond met een dakruiter.
In 2015 geraakte bekend dat in Gent zestien kerken door het bisdom Gent op een lijst werden geplaatst die zouden worden gesloten voor eredienst en een herbestemming krijgen. Ook deze kerk was er een van. De initiële verkoopprijs werd op 275 000 euro bepaald. De kerk werd in juni 2018 effectief verkocht.